# آن چیست که
آن چیست که یا جاسوسی یک بازی حدس زدن است که در آن فردی می‌گوید: «آن چیست که …» و توضیحاتی در مورد آن چیز می‌دهد و بقیه باید حدس بزنند که منظور او چیست.

## هدف
«آن چیست که» یکی از اولین بازی‌هایی است که بیشتر بچه‌ها یادمی‌گیرند بازی کنند و برای جمع خردسالان و بزرگسالان مناسب است. این بازی برای مکان‌هایی مثل مطب پزشک و رستوران و دیگر مکان‌هایی که گاهی مجبورید همراه کودکان منتظر بمانید توصیه می‌شود.